# Antroterapia
Per antroterapia s'intende una modalità di trattamento termale caratterizzato dalla permanenza della persona in ambienti, naturali o artificiali, aventi microclimi particolari che possono essere: caldi o freddi, secchi o umidi.

L'antroterapia con microclima caldo si caratterizza per l'uso di ambienti tali da scatenare una risposta diaforetica (sudorazione) nel paziente. Valutando il grado di umidità di queste zone si può operare in distinzione in ambienti caldo-umidi (comunemente definiti grotte) e caldo-secchi (altrimenti dette stufe).
Nel primo caso l'elevato tasso di umidità relativa (circa 90-95%) è dovuto alla presenza di sorgenti di acqua calde che possono avere differente composizione chimica. La saturazione di vapor acqueo dell'ambiente impedisce la normale traspirazione cutanea ed accentua la sensazione di caldo, scatenando una reazione di sudorazione. L'intervallo di temperatura che in queste zone viene utilizzato si situa tra i 31-32 ed i 41-43 °C. Ciò è dovuto al fatto che la sudorazione inizia a comparire verso i 31 °C. Temperature di 44-45 °C, invece, sono difficilmente sopportate dalle persone per cui è bene non utilizzarle, pena un eccessivo stress termoregolatorio con possibilità di ripercussioni cardiovascolari.

Nelle stufe l'elevata temperatura è dovuta a condizioni geotermiche particolari (tipo fenditure o crepacci da cui arriva aria calda). Il clima secco che si trova in questi ambienti non determina ripercussioni a livello della traspirazione cutanea o dell'evaporazione del sudore per cui si possono raggiungere anche temperature di 70-75 °C (ed in effetti l'intervallo di temperatura utilizzato varia tra i 50 ed i 70 °C).

Generalmente nelle grotte i cicli terapeutici prevedono circa 15-20 soggiorni all'interno. La durata dei soggiorni è variabile a seconda della temperatura ambientale: con alte temperature la durata è di 15-20 minuti altrimenti si può anche arrivare a 50-60 minuti. Nelle stufe la permanenza dura circa 30-35 minuti.

Al termine di ogni soggiorno la persona viene sottoposta ad un massaggio o ad una doccia.
L'antroterapia con ambienti freddi va sotto il nome di speleoterapia e generalmente la temperatura è compresa tra 9 e 12 °C. Il ricambio d'aria è tendenzialmente basso, altrimenti la permanenza in un ambiente già freddo potrebbe risultare poco tollerabile per le persone. Le grotte utilizzate per la speleoterapia presentano alcune caratteristiche particolari quali: pressione costante, ionizzazione aerea negativa, bassissima carica microbica e pollinica, assenza di luce e CO2 più elevata della norma. Ogni grotta, inoltre, presenta una aerosol naturale tipico dovuto alla tipologia dei minerali di cui essa è formata. Parte di queste condizioni, comunque, possono sussistere anche nelle grotte calde. L'ambiente speleoterapico può essere sia umido sia secco (tipo grotte formate da salgemma).
I meccanismi scatenati dall'antroterapia responsabili dell'effetto terapeutico non sono chiari. Negli ambienti caldi sembra che il fulcro principale derivi dallo stress termico cui l'organismo è sottoposto. Negli ambienti freddi, invece, sembra essere importante la purezza dell'aria.